# Modification à la Loi constitutionnelle de 1867 reconnaissant la nation québécoise
La  Modification à la Loi constitutionnelle de 1867 reconnaissant la nation québécoise est un amendement à la Loi constitutionnelle de 1867 par le gouvernement de la Coalition Avenir Québec qui déclare que les Québécois et les Québécoises forment une nation, que la langue française est la seule langue officielle du Québec et que le français est la langue commune du Québec. Il s'agit d'une des mesures introduites par la Loi sur la langue officielle et commune du Québec, le français (2021-2022)

## Origines lointaines de la question
En politique québécoise, les débats sur l'opportunité politique de faire reconnaître le Québec comme nation à l'intérieur du Canada sont anciens. René Lévesque (premier ministre québécois, Parti québécois) et Pierre Elliott Trudeau (premier ministre canadien, Parti libéral) avaient beaucoup de positions politiques communes en tant qu'hommes politiques progressistes ayant cheminé dans le Parti libéral dans les années 1950 et 1960, mais les deux hommes ne s'entendaient pas sur la nature même du pays où ils entendaient vivre. Pour René Lévesque, c'est la nation québécoise qu'il importe de défendre et d'affirmer, tandis que pour Pierre Elliott Trudeau, l'idéal consiste à faire du Canada une société juste, ce qui pour lui implique de renoncer à toute forme de nationalisme.
Au sein même du camp indépendantiste québécois, le camp majoritaire refuse une rupture totale avec le Canada et prône plutôt la souveraineté-association. Le programme de souveraineté-association provient du livre Option Québec de René Lévesque. Pour les « souverainistes mous », l'enjeu n'est pas tellement l'indépendance intégrale, mais plutôt la création d'un espace à l'intérieur du Canada où les francophones peuvent être traités comme de véritables égaux par rapport à la culture anglo-saxonne du reste du Canada.

## La motion sur la nation québécoise de Stephen Harper (2006)
Voulant possiblement rallier les souverainistes mous vers son Parti conservateur, le premier ministre canadien Stephen Harper a fait adopter une motion à la Chambre des communes en 2006 qui déclare que les Québécois forment une nation :
« Que cette Chambre reconnaisse que les Québécoises et les Québécois forment une nation au sein d'un Canada uni ».
Toutefois, la déclaration en Chambre n'avait aucune valeur officielle à part celle d'une déclaration politique car elle ne modifie aucune loi constitutionnelle. Or, en règle générale, il est très difficile de modifier la Constitution du Canada car il est en principe nécessaire de rallier le soutien de législatures de sept provinces formant 50 % de la population. Le problème de l'obtention du consentement des autres provinces s'est notamment posé dans les années 1980, où deux accords successifs sur le statut du Québec ont échoué en raison d'oppositions rencontrées à Terre-Neuve-et-Labrador et de la part de communautés autochtones du Manitoba,.

## La modification constitutionnelle apportée dans la Loi 96
Pour contourner le problème de l'obtention du consentement des autres provinces, le ministre Simon Jolin-Barrette a proposé en mai 2021 d'utiliser le mécanisme de l'article 45 de la Loi constitutionnelle de 1982 pour insérer dans la Loi constitutionnelle de 1867 que les Québécois forment une nation. Cela lui aurait été suggéré par Hubert Cauchon et Patrick Taillon de l'Université Laval.
L'article 45 est une disposition de la Loi constitutionnelle de 1982 qui permet à une province de modifier sa propre constitution par elle-même.

« Modification par les législatures
45 Sous réserve de l’article 41, une législature a compétence exclusive pour modifier la constitution de sa province. »

Le texte de la modification se lit comme suit : 

« 90Q.1. Les Québécoises et les Québécois forment une nation.
90Q.2. Le français est la seule langue officielle du Québec. Il est aussi
la langue commune de la nation québécoise. »

La modification constitutionnelle apporte donc trois affirmations à la Loi constitutionnelle de 1867 : 
- Une déclaration que les Québécois et Québécoises forment une nation.
- Une déclaration que le français est la seule langue officielle du Québec.
- Une déclaration que le français est la langue commune de la nation québécoise.

## Enjeu relatif à la Constitution du Québec
En 2022, le Québec n'a pas de constitution écrite, contrairement à d'autres territoires en Amérique du Nord tels que la Colombie-Britannique. La constitution de la province est non écrite. Dans les faits, la Charte des droits et libertés de la personne joue un rôle de premier plan, mais elle se limite essentiellement à énoncer des droits fondamentaux sans véritablement chercher à décrire de manière approfondie l'architecture constitutionnelle de la province. Des constitutionnalistes tels que le professeur Benoit Pelletier estiment que cette modification à la Loi constitutionnelle de 1867 pourrait constituer une étape vers la rédaction éventuelle d'une véritable constitution pour le Québec.

## Limites constitutionnelles de la modification

### Relative faiblesse de l'article 45 LC 1982 comparativement aux autres formules de modification de la Constitution
Plusieurs constitutionnalistes sont d'avis que l'article 45 LC 1982 est une formule de modification constitutionnelle faible comparativement à l'article 43 LC 1982 et qu'elle ne peut pas réaliser tous les changements souhaités.
L'article 43 LC 1982 est une formule de modification provinciale où il n'est pas nécessaire d'obtenir le consentement de la majorité des autres provinces, mais seulement celui du Parlement canadien. Il s'agit d'une formule de modification bilatérale. Au contraire, l'art. 45 LC 1982 est la formule de modification unilatérale d'une province.

### Les langues institutionnelles du Québec dépendent de l'article 133 LC 1867
Bien qu'il soit souvent répété que le français est la seule langue officielle du Québec (ce qui est vrai sur le plan strictement administratif), en réalité la Loi constitutionnelle de 1867 prévoit que le Québec et le Parlement fédéral sont tenus à des obligations de bilinguisme. Il s'agit d'une codification d'une pratique pré-confédérative qui remonte à la contestation de l'unilinguisme anglais sous l'Acte d'Union par Louis-Hippolyte Lafontaine. Le Québec a donc un bilinguisme institutionnel et il est obligé de publier ses lois en anglais et en français, d'accepter l'usage facultatif de l'anglais à l'Assemblée nationale et d'accepter l'usage facultatif de l'anglais dans les tribunaux. Or, les constitutionnalistes affirment que la modification de l'article 133 ne pourrait pas être faite unilatéralement, elle exigerait en plus de cela le consentement du Parlement canadien.

### Le partage des compétences n'est pas modifié
L'affirmation selon laquelle le Québec appartient à l'ordre provincial de la fédération canadienne (c'est-à-dire qu'il est une province canadienne) découle du fait que la Loi constitutionnelle de 1867 instaure un régime de partage des compétences constitutionnelles entre les provinces et l'ordre fédéral. La modification apportée à la Loi constitutionnelle de 1867 par la loi 96 ne modifie pas le partage des compétences. Le partage des compétences est aux articles 91 et 92 LC 1867, tandis que l'amendement cherche plutôt à modifier l'art. 90 LC 1867.
Or, le Québec ne peut pas modifier unilatéralement ses compétences, ni se donner unilatéralement des compétences qu'il n'a pas. Pour ce faire, il doit négocier avec les autres provinces canadiennes et le Parlement du Canada. La Cour suprême est arrivée à cette conclusion dans le Renvoi sur la sécession du Québec de 1998 concernant l'interdiction de la sécession unilatérale en droit constitutionnel canadien.

### N'importe quelle province peut utiliser cette formule de modification
Pour avoir le droit d'utiliser la disposition de l'art. 45 LC 1982, il faut préalablement être une province canadienne. À titre d'exemple, le premier ministre de la  Saskatchewan Scott Moe a envisagé de déclarer sa province comme nation à la suite de la publication du projet de loi québécois. Cela relativise quelque peu la portée de la modification car si toutes les provinces peuvent se déclarer nation, le geste risque d'être perçu comme principalement symbolique.

### Nature provinciale des modifications à la constitution provinciale
En règle générale, les modifications à la constitution provinciale d'une province en vertu des articles 43 ou 45 LC 1982 n'ont pas de véritables conséquences pour les autres provinces. Un exemple notable à cet effet concerne la province de Terre-Neuve-et-Labrador, qui a modifié en profondeur ses lois, son identité provinciale et son nom afin d'affirmer sa revendication territoriale sur la totalité du Labrador. Or, le Québec revendique une partie du sud du Labrador depuis plus d'un siècle (voir frontière entre le Québec et Terre-Neuve-et-Labrador). Malgré les changements à la constitution interne de Terre-Neuve, qui est devenue Terre-Neuve-et-Labrador après son changement de nom, le Québec a maintenu les mêmes revendications territoriales comme si rien ne s'était passé. Dans le cas contraire, si c'était plutôt le Québec qui avait changé de nom pour devenir Québec-et-Labrador en vertu des articles 43 et/ou 45 LC 1982, le seul fait de modifier la constitution provinciale n'aurait entraîné aucune obligation de reconnaissance pour Terre-Neuve à l'égard des revendications territoriales québécoises.

### La version française de la modification constitutionnelle n'est pas officielle
Puisque la version française de la Loi constitutionnelle de 1867 n'est pas officielle, seule la version anglaise de la modification constitutionnelle reconnaissant la nation québécoise a une quelconque valeur légale. Cela peut paraître paradoxal, mais les parlementaires d'Ottawa de tous les partis confondus n'ont fait aucun effort sérieux pour rendre la British North America Act bilingue, malgré l'exigence constitutionnelle de l'art. 55 L.C. 1982. Bien que certains défenseurs du français laissent entendre que cela peut s'effectuer sans grandes difficultés constitutionnelles, au motif qu'une simple traduction officielle (ou corédaction) d'une loi constitutionnelle n'est pas une véritable modification constitutionnelle, le professeur de droit Benoit Pelletier affirme au contraire que puisque cela concernerait l'usage de l'anglais ou du français, cela exige une modification constitutionnelle adoptée à l’unanimité des législatures, d'où la difficulté d'effectuer la modification. La version officielle de la modification constitutionnelle est donc : 

« 90Q.1. Quebecers form a nation.
“90Q.2. French shall be the only official language of Quebec. It is also
the common language of the Quebec nation »

### Compétence de la Cour suprême du Canada à l'égard de la constitution provinciale du Québec
Aux États-Unis, la Constitution des États-Unis ne vaut que pour l'État fédéral, sous réserve de l'incorporation du Bill of Rights aux États des États-Unis. La Cour suprême des États-Unis et les tribunaux fédéraux des États-Unis n'ont pas de pouvoir de contrôle sur les Constitutions des États. Il s'agit d'une différence majeure par rapport au système judiciaire canadien, qui donne à la Cour suprême du Canada une compétence générale sur l'ensemble des règles juridiques au pays, d'après l'article 3 de la Loi sur la Cour suprême.
La disposition de la Constitution du Canada qui donne aux tribunaux du Canada une compétence pour contrôler la constitutionnalité des règles de la constitution provinciale du Québec est l'article 52 (1) de la Loi de 1982 sur le Canada prévoit que « La Constitution du Canada est la loi suprême du Canada; elle rend inopérantes les dispositions incompatibles de toute autre règle de droit. ». Bien que la constitution du Québec ne fasse pas partie de la Constitution du Canada d'après l'article 52 (2) LC 1982, la Constitution du Canada est au-dessus de toutes les autres règles de droit, elle contient une clause de primauté qui s'applique aux règles des constitutions provinciales et à toute autre règle de droit. La Cour suprême du Canada a déjà jugé que des règles quasi-constitutionnelles provinciales peuvent être inconstitutionnelles dans l'arrêt Vriend c. Alberta de 1998.

### Aucun impact en droit international public
En droit international public, les critères de définition d'une nation au sens d'un État indépendant sont ceux énoncés dans la convention de Montevideo : « être peuplé en permanence, contrôler un territoire défini, être doté d’un gouvernement, et être apte à entrer en relation avec les autres États ». Le critère du contrôle du territoire signifie avoir le contrôle exclusif. Par une simple application de ces critères, on peut constater que bien que le Québec soit peuplé en permanence et qu'il possède un gouvernement local, il n'a pas l'exclusivité du contrôle de son territoire car, entre autres, il paie de l'impôt au gouvernement fédéral canadien, qui situé en dehors de ses frontières à Ottawa et il est défendu militairement par les Forces armées canadiennes.